# Gobiomyidae
Gobiomyidae — невелика вимерла родина гризунів з еоцену Азії. Родина містить чотири роди (один залишається неназваним) і належить до надродини Ctenodactyloidea (Wang, 2001), яка також містить живих лаоських кам’яних щурів і гунді та їхніх викопних родичів (родини Diatomyidae і Ctenodactylidae відповідно). Коли Ван назвав родину, гобіоміїди вважалися найближчими відомими родичами Ctenodactylidae, але нові дослідження вказують на те, що Diatomyidae є більш близькими до живих ктенодактилід (Dawson et al., 2006).